# باول بيرس
باول بيرس (بالإنجليزية: Paul Pearce)‏ هو سياسي أسترالي، ولد في 7 فبراير 1956. حزبياً، نشط في حزب العمال الأسترالي. وقد انتخب عضو الجمعية التشريعية نيو ساوث ويلز.